# Burgruine Weidenburg
Die Burgruine Weidenburg ist die Ruine einer Spornburg im Südosten der Gemeinde Kötschach-Mauthen, südlich von Würmlach.

## Geschichte
Die Burg wurde vermutlich um 1200 als Ministerialensitz auf einem nach Süden und Osten steil abfallenden Felssporn errichtet. Erstmals urkundlich erwähnt wird die Burg 1225 als „castro Weideberg“ zusammen mit einem Johannes de Waidberch. Später gelangte sie in den Besitz der Grafen von Görz. Durch den Frieden von Pusarnitz kam die Burg 1460 in den Besitz von Kaiser Friedrich III. Dieser vergab die Burg 1461 als Lehen an die Brüder Hornberger, später an Lukas von Graben zum Stein und hernach an dessen Sohn Hans von Graben zum Stein, der es 1545 an Sigmund Khevenhüller zu Aichelberg veräußerte. 1571 kaufte Georg Khevenhüller die Burg. Im 17. Jahrhundert war die Burg im Besitz der Familie Fromiller. Seit dem 18. Jahrhundert verfiel die Burg. 1931 begann man die Burg wieder zu restaurieren, doch bereits 1933 brannte sie wieder ab. Nach dem Zweiten Weltkrieg gelangte die Ruine in den Besitz der Österreichischen Bundesforste.

## Bauwerk
Die Burganlage besteht aus einem ehemaligen, rechteckigen, viergeschoßigen Palas und einem an dessen Südwestecke angebauten, quadratischen Bergfried. Die Mauern sind zum Teil bis zu zehn Meter Höhe erhalten.